# Danmarks Gymnastik Forbund
Danmarks Gymnastik Forbund blev stiftet 16. juli 1899 som Dansk Gymnastik-Forbund.
Foreningen, der arbejder for at styrke og udvikle foreningsgymnastikken i Danmark og internationalt, har til huse i Idrættens Hus i Brøndby. Det er et specialforbund under Danmarks Idræts-Forbund.
Forbundet har ca. 197.000 medlemmer fordelt på 400 medlemsforeninger (2019).
Forbundet blev stiftet som Dansk Gymnastik-Forbund den 16. juli 1899 i København. Bag stiftelsen stod 22, fortrinsvis københavnske gymnastikforeninger. Blandt foreningens stiftere var ingeniør H.C.V. Møller.
DGF skiftede i 1994 navn til Danmarks Gymnastik Forbund, og i 1999 blev det daværende Dansk Trampolin Forbund fusioneret med DGF. Danmarks Gymnastik Forbund har været medlem af Danmarks Idræts-Forbund siden 1904.